# Montereau-sur-le-Jard
Montereau-sur-le-Jard ist eine französische Gemeinde mit 498 Einwohnern (Stand 1. Januar 2022) im Département Seine-et-Marne in der Region Île-de-France.

## Geographie
Der Ort befindet sich drei Kilometer nördlich von Melun an der Autoroute 5. Montereau-sur-le-Jard, am Fluss Jard gelegen wie der Name es ausdrückt, gehört zum Gemeindeverband Communauté d’agglomération Melun Val de Seine.
Die Gemeinde besteht aus den Orten Montereau-sur-le-Jard und Aubigny, die 1842 zusammengeschlossen wurden.

## Sehenswürdigkeiten
- Kirche Notre-Dame in Aubigny, erbaut ab dem 12. Jahrhundert

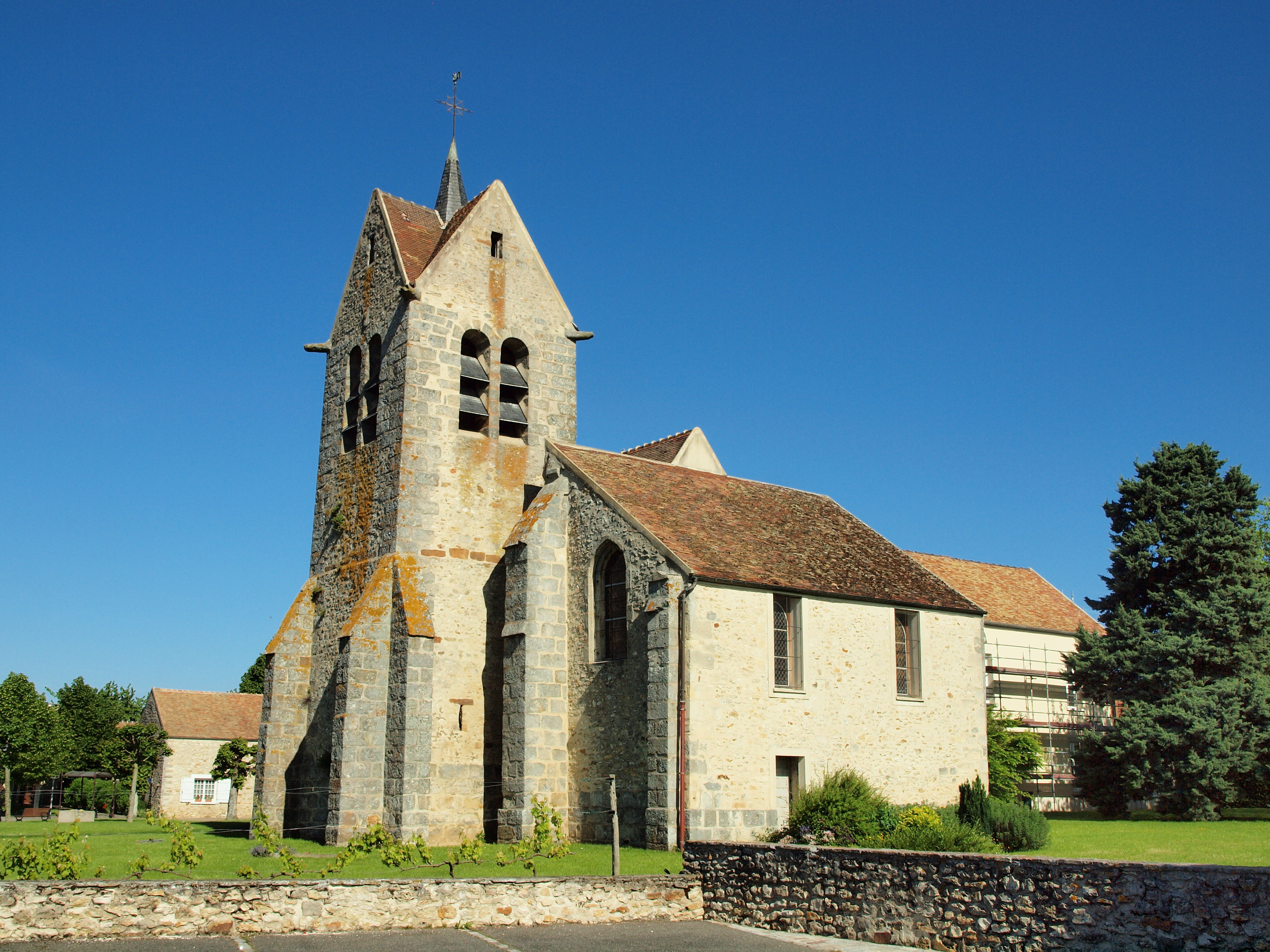
Kirche Notre-Dame in Aubigny